# Holcolaetis cothurnata
Holcolaetis cothurnata là một loài nhện trong họ Salticidae.
Loài này thuộc chi Holcolaetis. Holcolaetis cothurnata được Gerstäcker miêu tả năm 1873.